# Acacia subangulata
Acacia subangulata är en ärtväxtart som beskrevs av Joseph Nelson Rose. Acacia subangulata ingår i släktet akacior, och familjen ärtväxter. Inga underarter finns listade i Catalogue of Life.